# Brésil aux Jeux olympiques d'hiver de 1992
Le Brésil participe aux Jeux olympiques d'hiver de 1992, qui ont lieu à Albertville en France. Ce pays, représenté par sept athlètes en ski alpin, prend part aux Jeux d'hiver pour la première fois de son histoire. Ce pays ne remporte pas de médaille.

## Délégation
Le tableau suivant montre le nombre d'athlètes brésiliens dans chaque discipline :
| Sport     | Hommes | Femmes | Total |
| --------- | ------ | ------ | ----- |
| Ski Alpin | 6      | 1      | 7     |
| Total     | 6      | 1      | 7     |

## Résultats

### Ski alpin
Hommes
| Athlète                 | Épreuve      | Manche 1      | Manche 2      | Total         | Total |
| Athlète                 | Épreuve      | Temps         | Temps         | Temps         | Rang  |
| ----------------------- | ------------ | ------------- | ------------- | ------------- | ----- |
| Marcelo Apovian         | Super-G      |               |               | 1 min 27 s 87 | 76    |
| Marcelo Apovian         | Slalom Géant | 1 min 23 s 07 | 1 min 24 s 97 | 2 min 48 s 04 | 73    |
| Marcelo Apovian         | Slalom       | DNF           | –             | DNF           | –     |
| Robert Scott Detlof     | Slalom       | 2 min 06 s 00 | 1 min 12 s 58 | 3 min 18 s 58 | 63    |
| Hans Egger              | Super-G      |               |               | 1 min 35 s 88 | 86    |
| Hans Egger              | Slalom Géant | 1 min 27 s 47 | DNF           | DNF           | –     |
| Hans Egger              | Slalom       | 1 min 11 s 95 | 1 min 12 s 56 | 2 min 24 s 51 | 48    |
| Fábio Igel              | Slalom Géant | 1 min 28 s 83 | DNF           | DNF           | –     |
| Lothar Christian Munder | Descente     |               |               | 2 min 07 s 34 | 41    |
| Lothar Christian Munder | Super-G      |               |               | 1 min 21 s 07 | 55    |
| Sérgio Schuler          | Super-G      |               |               | 1 min 27 s 41 | 74    |
| Sérgio Schuler          | Slalom Géant | 1 min 22 s 31 | 1 min 20 s 30 | 2 min 42 s 61 | 64    |
| Sérgio Schuler          | Slalom       | DNF           | –             | DNF           | –     |

Combiné hommes
| Athlète                 | Descente      | Slalom        | Slalom   | Total  | Total |
| Athlète                 | Temps         | Manche 1      | Manche 2 | Points | Rang  |
| ----------------------- | ------------- | ------------- | -------- | ------ | ----- |
| Lothar Christian Munder | 1 min 57 s 01 | 1 min 07 s 26 | DNF      | DNF    | –     |

Femmes
| Athlète        | Épreuve      | Manche 1      | Manche 2      | Total         | Total |
| Athlète        | Épreuve      | Temps         | Temps         | Temps         | Rang  |
| -------------- | ------------ | ------------- | ------------- | ------------- | ----- |
| Evelyn Schuler | Super-G      |               |               | 1 min 48 s 74 | 46    |
| Evelyn Schuler | Giant Slalom | 1 min 26 s 62 | 1 min 31 s 70 | 2 min 58 s 32 | 40    |